# Služby dodávání dokumentů
Služby dodávání dokumentů (DDS, angl. document delivery service, document supply service) znamenají trvalé nebo dočasné zprostředkování plných textů dokumentů (např. časopiseckých článků, knih, fotografií, rukopisů) v elektronické nebo tištěné podobě. Elektronické dodávání dokumentů (EDD, angl. electronic document delivery) nebo dodávání digitalizovaných dokumentů (DDD) je pak službou doručení plného textu v elektronické (digitální) podobě.

## Historie aneb co předcházelo DDS
Historie služeb DDS se píše od poloviny 19. století. Byly to ze začátku jen meziknihovní výpůjční služby, tzn., že si knihovny mezi sebou navzájem půjčovaly původní tištěné dokumenty ze svých fondů. Ve 30. a 40. letech 20. století se začalo používat mikrofilmování. Nemusel se tedy půjčovat originál tištěného dokumentu. V 50. letech se tyto služby zdokonalily díky technologii kopírování. V USA také už začali využívat telefonních a dálnopisných linek. V 60. a 70. letech byly vymezeny termíny document delivery a document supply.

## Vlivy působící na vznik a rozšíření služeb dodávání dokumentů
- nárůst vědeckých informací – rostoucí produkce dokumentů převážně periodik – vědeckých časopisů
- vzrůstající ceny periodik a pokles rozpočtů na doplňování fondů vedly k ekonomickému zatížení jednotlivých knihoven, což přinutilo vědecké knihovny spolupracovat a sdílet své fondy, tzn., přechod od přímého vlastnictví dokumentů směrem k zajištění přístupu k nim
- rozvoj moderních informačních technologií přispěl hlavně v oblasti elektronického dodávání dokumentů
- vznikly nové informační služby - noví producenti sekundárních informačních zdrojů, databázová centra, komerční dodavatelé dokumentů…

## Elektronické dodávání dokumentů
Elektronické dodávání dokumentů (electronic documents deliver, EDD) je o „službu doručení plného textu dokumentu v elektronické podobě“.  Vše ovšem probíhá v digitálním prostředí od objednávky přes příjemku, až po konečné dodání dokumentu v elektronické podobě. Díky tomu je zabezpečeno rychlé dodání dokumentu s přístupností 24 hodin 7 dní v týdnu. Služba funguje 24 hodin denně – nonstop, nevyžaduje zprostředkující knihovnu a má přívětivé www prostředí. Uživatelem může být fyzická osoba i knihovna.
Mezi hlavní nevýhody elektronického dodávání lze zmínit ceny, které jsou účtovány za tyto služby. Důvodem vyšší ceny je autorský poplatek, který mnohdy tvoří bezmála polovinu konečné ceny. Například eDDo fungující pod Národní knihovnou poskytuje službu s cenovým ohodnocením 2–5 Kč za stránku plus autorský poplatek ve výší 12–90 Kč za jednu objednávku. Tato cena vám ovšem zaručuje velmi krátký časový interval od zadání požadavku po obdržení dokumentu, bez nutnosti fyzické návštěvy knihovny či jiného zařízení.
Průkopníkem na českém území v této oblasti byl projekt INVIK (integrovaná virtuální knihovna), který vznikl pod záštitou Státní technické knihovny v roce 1977. Později byl hlavním kamenem při tvorbě VPK (Virtuální polytechnické knihovny). Ovšem knihovny nejsou jediným poskytovatel tohoto typu služby. V posledních letech roste zájem komerčního sektoru o poskytování dokumentů.

### Princip
Jako příklad lze zvolit postup v eDDO. Celý proces probíhá skrze uživatelské konto. První věcí kterou tedy musí každý potenciální zákazník disponovat, je uživatelský účet u dané knihovny či jiné instituce. Součástí procesu zřizování uživatelského účtu je mnohdy i smlouva s institucí vyhrazující podmínky používání elektronických dokumentů. Dalším důležitým krokem je složení zálohy pro pozdější platby objednávek. Což může díky elektronickému bankovnictví také probíhat elektronickou formou. Po absolvování všech těchto kroků klient obdrží přihlašovací údaje společně s návodem. Poté má přístup skrze konto do knihovního fondu, kde stačí vyhledat požadovaný dokument a provést objednávku kopie dokumentu. Obdržení dokumentu lze očekávat během nadcházejících 48 hodin na e-mail či konto, a to formou pdf.

### Modely systému
- lokální systémy - prostřednictvím lokálních sítí či CD-ROMu
- dodávání elektronických dokumentů bez vybudovaného archivu – vytvoří se na základě uživatelova požadavku
- dodávání elektronických dokumentů z trvalého archivu
- prostřednictvím komerčních subjektů (nakladatelé, databázová centra…)

### Projekty EDD v České republice
- Virtuální polytechnická knihovna – „Je společným projektem především technicky zaměřených knihoven, které chtějí dosáhnout radikálního zvýšení dostupnosti informačních zdrojů místním i vzdáleným uživatelům“[3] Jedná se o pokračování a vylepšení projektu INVIK. Plný provoz knihovny i pro veřejnost začal rokem 2001. V dnešní době spolupracuje s VPK více než 50 knihovnami z celé republiky. Jedná se spíše o technicky orientovanou knihovnu.
- eDDO – Jedná se o projekt Národní knihovny. Jak je uvedeno na webových stránkách, eDDO „je služba umožňující především objednávat a přijímat elektronické kopie částí dokumentů v internetovém prostředí.“[4] Jedná se o kopie knih či jejich částí, sborníků nebo také kopie vybraných článků z periodik. Objednané kopie jsou dodávány do 48 ve formátu pdf. Tento projekt funguje v plné šíři od roku 2004. Tematicky se jedná spíše o humanitně zaměřenou knihovnu.
- Elektronická pedagogická knihovna e-PK – Knihovna orientující se na vzdělávání, výchovu a školství. Projekt zahájil svou činnost v roce 2004.

Dalšími projekty je elektronické dodávání dokumentů Studijní a vědecké knihovny v Hradci Králové, elektronické dodávání dokumentů uživatelům z ČVUT nebo dodávání kopií dokumentů Univerzitní knihovny Západočeské univerzity v Plzni.

### Projekty EDD v zahraničí
Pokud ovšem není žádná z českých knihoven schopna dodání požadovaného dokumentu, je tu možnost využití zahraničních knihoven či institucí poskytující tento typ služeb. Oproti českému trhu je konkurence v zahraničí veliká. A existuje mnoho projektů zaměřujících se na dodávání elektronických dokumentů.
- BLDSS (The British Library Document Supply Service) – Služba Bristish Library obsahující na 42 milionů článků, která je od roku 2013 k dispozici s novým systémem, který byl vytvářen po dobu dvou let. Služba je dostupná na adrese www.bldss.bl.uk/BLDSS/[5]
- Subito – služba poskytovaná akademickými knihovnami z Německa, Rakouska a Švýcarska. Dostupné na adrese www.subito-doc.de/index.php[6]
- NYPL Document Delivery – služba fungující pod New York Public Library